# Wensheng
Der Stadtbezirk Wensheng (chinesisch 文圣区, Pinyin Wénshèng Qū) ist ein Stadtbezirk der bezirksfreien Stadt Liaoyang in der nordostchinesischen Provinz Liaoning. Er hat eine Fläche von 287 km² und zählt 160.466 Einwohner (Stand: Zensus 2020).

## Administrative Gliederung
Auf Gemeindeebene setzt sich der Stadtbezirk aus sechs Straßenvierteln zusammen. 